# Калас, Жан

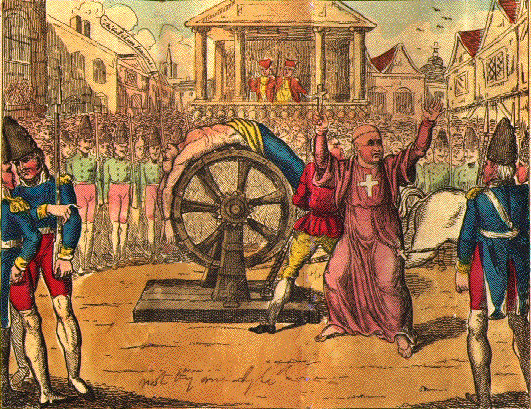
«Жестокая смерть Каласа, который был колесован в Тулузе 9 марта 1762 г.»

Жан Калас (1698—1762) — торговец из Тулузы, Франция, знаменит тем, что стал жертвой предвзятого суда из-за того, что был протестантом. Во Франции он является символом христианской религиозной нетерпимости, наряду с Франсуа Жан де Ла Барром и Пьер-Полем Сирвеном.
Калас и его жена были протестантами, в то время как Франция была католической страной. Католицизм являлся государственной религией. Один из сыновей Каласа, Луи принял католическую веру в 1756 г. А 13 октября 1761 г. другой сын Жана Каласа, Марк Антуан, был найден мёртвым в подвале дома семьи Каласов. Сразу за этим появились слухи, что Жан Калас убил своего сына за то, что тот также собирался принять католицизм. Вся семья, будучи допрошена, вначале заявляла, что Марк Антуан был жертвой убийцы. Затем они изменили показания и заявили, что они нашли его повесившимся и, так как самоубийство в то время рассматривалось как тяжкое преступление, после которого мертвое тело самоубийц протаскивались по улицам на веревке, после чего вешалось на публике, члены семьи решили представить самоубийство сына как убийство.
9 марта 1762 г. парламент (апелляционный суд) Тулузы приговорил Жана Каласа к смерти через колесование. 10 марта приговор был исполнен и он умер, пытаемый на колесе, до конца твердо заявляя о своей невиновности. Вольтер, которому сообщили об этом деле, после того, как первоначальные подозрения, что Калас был виновен в антикатолическом фанатизме, исчезли, начал кампанию по отмене приговора Каласу. 9 марта 1765 г. Жан Калас был признан невиновным посмертно.